# AMR (złącze komputerowe)

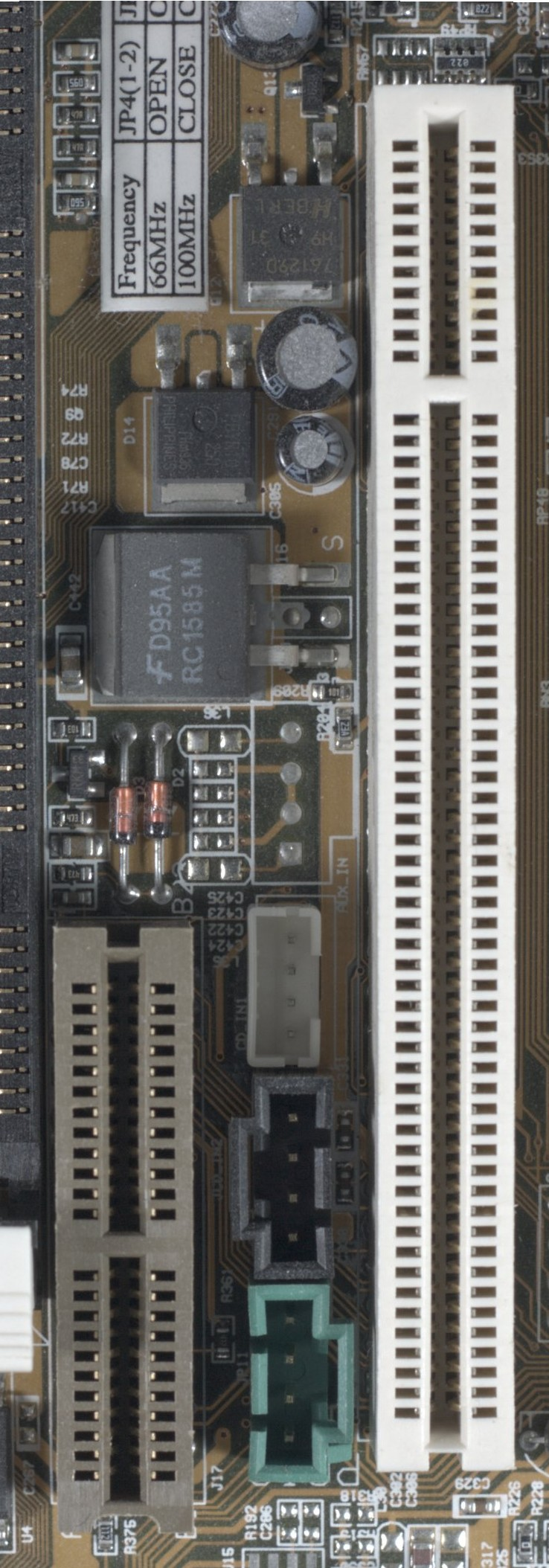
Złącze AMR (brązowe po lewej), w porównaniu ze złączem PCI (białe po prawej).

AMR (ang. Audio Modem Riser) – nazwa złącza na płytach głównych komputerów PC.
W złączach tych instaluje się specjalne karty rozszerzające - najczęściej modemy (standard MC97) lub karty dźwiękowe (standard AC’97). Daje także możliwość zamontowania modemu z opcją dźwięku. Złącze AMR zostało opracowane przez firmę Intel.
W pierwszych płytach głównych z AMR złącze występuje w postaci slotu PCI wlutowanego odwrotnie i nieco przesuniętego. Do złącza kartę wkłada się wtedy normalnie, nie zwracając uwagi na pozostałą resztę gniazda.